# Sonchus kirkii
Sonchus kirkii là một loài thực vật có hoa trong họ Cúc. Loài này được Hamlin miêu tả khoa học đầu tiên năm 1976.